# 哈爾斯巴赫河 (阿爾茨河支流)
48°10′6.7″N 12°43′31.3″E / 48.168528°N 12.725361°E
哈爾斯巴赫河是德國的河流，位於該國東南部，由巴伐利亞負責管轄，屬於阿爾茨河的支流，河道全長10.1公里，流經舊厄廷縣，河口處在阿爾茨河畔布格基興。